# Bourgeois Tarot

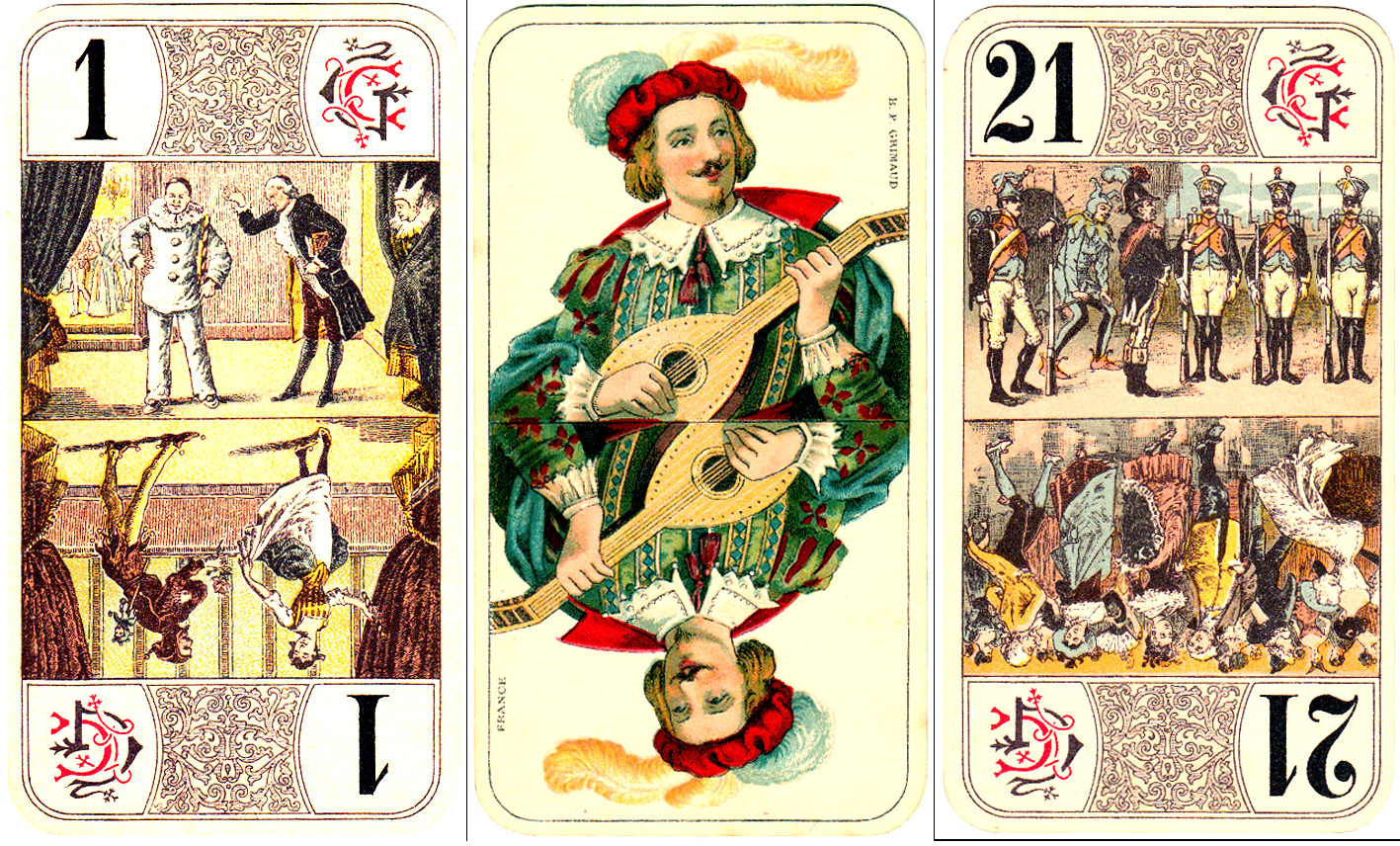
Tarot Nouveau: die Oudlers, circa 1910

Das Bourgeois Tarot („bürgerliches Tarock“) ist eine Tarockkarte deutschen Ursprungs, das tauchte Mitte des 19. Jahrhunderts auf und heute in Westeuropa und Kanada zum Kartenspielen verwendet wird. Es ist nicht für Wahrsagerzwecke gedacht. Dieses Deck ist am häufigsten in Frankreich, der belgischen Wallonie, der Schweizer Romandie und der kanadischen Provinz Quebec zum Spielen des französischen Tarots zu finden; in Südwestdeutschland für das Spielen von Cego und Dreierles; und in Dänemark für Dänisches Tarok.
Das Muster wird in zwei verschiedenen Ausführungen hergestellt: das Schwarzwald-Tarock, das nur in Südwestdeutschland verwendet wird, und das Tarot Nouveau, das überall sonst, insbesondere aber in Frankreich, verwendet wird. Die International Playing-Card Society (IPCS) klassifiziert beide Typen als „Bourgeois Tarot“. Das Muster wird auch Domestic Scenes („häusliche Szene“) genannt, aber die Bezeichnung Bourgeois Tarot wird von der IPCS bevorzugt. Simon Wintle bezieht sich auch auf den Originalentwurf von C.L. Wüst als das Enzyklopädische Tarot.

## Ursprung

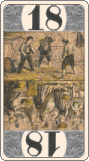
Eine frühe deutsche Tarock-Trumpfkarte mit Mittelindizes

Das Bourgeois Tarot entstand um 1865 bei C.L. Wüst, einem Kartenmacher in Frankfurt. Die frühen Ausgaben, die manchmal auch als Enzyklopädisches Tarock bezeichnet wird, fehlten die Eckindizes auf den Farbkarten, die in der späteren Version des 20. Jahrhunderts zu finden waren, die von französischen Kartenherstellern wie Grimaud herausgegeben wurde. Allerdings änderten sich die Trumpfwerte von den lateinischen Ziffern, die bei älteren Decks üblich waren, zu den arabischen Ziffern, die in der modernen Schrift verwendet werden. Diese Ziffern wurden in der Mitte der Tafeln in einer Frakturschrift platziert, ähnlich den Karten, die heute für das deutsche Tarockspiel Cego verwendet werden. Anfang des 20. Jahrhunderts übernahmen französische Kartenmacher dieses Muster und fügten später den Farbkarten Eckindizes hinzu, die heute auch auf anderen modernen Kartendecks zu finden sind. Die Ziffern der Tarots wurden ebenfalls in die vier Ecken verlegt, während sich in der Mitte der Tafel oft der Initiale des Kartenmachers befindet. In einigen Ausgaben nimmt der Initiale des Kartenmachers jedoch zwei der Ecken ein.
Unterdessen hielten deutsche Kartenmacher am ursprünglichen Design fest: keine Eckindizes auf den Farbkarten und mittig platzierte Ziffern auf den Tarocks.

## Spielkarten
Die Spielkarten haben die französischen Farben Pik, Herz, Karo und Kreuz anstelle der italienischen Farben Schwert, Kelch, Münze und Stab, dass typisch für Tarockspiele sind, oder der traditionellen deutschen Farben Herz, Schellen, Eicheln und Blätter (üblicherweise auf traditionellen Spielkarten in Ostdeutschland, Österreich, Ungarn, Tschechien usw.). Die Zahlen- und Bildkarten des Bourgeois Tarot ähneln im Format denen des traditionellen Decks mit englischem Bild, zusätzlich jedoch mit der Bildkarte des Cavalls oder Reiters (franz.: chevalier; engl.: cavalier or knight).
Die Trumpfkarten variieren in ihrem Design. Die vom 78-Blatt-Tarock des Fournier-Typs zeigen Genreszenen aus dem skurrilen gesellschaftlichen Leben des wohlhabenden europäischen Bürgertums im frühen 19. Jahrhundert, daher der Name „Bourgeois-Tarot“. Bei diesem Design haben die Karten Eckindizes; bei älteren Kartenspielen nur oben links/unten rechts, mit den Initialen des Herstellers oben rechts/unten links. Moderne Kartenspiele haben vier Eckindizes.
Im Gegensatz dazu sind die Trümpfe des 54-Blatt Schwarzwald-Cego-Tarock von F.X. Schmid, die in Südwestdeutschland für Spiele wie Cego und Dreierles verwendet wurden, zeigen eher rustikale und ländliche Szenen, und die Indizes befinden sich oben in der Mitte an beiden Enden der doppelseitigen Karten.
Sowohl Eckindizes als auch die beidseitige Darstellung der Bild- und Trumpfkarten erleichtern die Identifizierung der Karten, wenn sie in der Hand eines Spielers aufgefächert sind.

### Tarot Nouveau
Die größten Hersteller des Tarot Nouveaus sind Cartamundi, mit seiner Tochtergesellschaften Ducale, Fournier und Grimaud, sowie Piatnik aus Österreich. Sie produzieren noch immer das 78-Blatt-Tarock, das für Französisches Tarot und Dänisches Tarok verwendet wird. Die Trumpfkarten (Tarockkarten) zeigen typische französische Szenen des 19. Jahrhunderts, die das wohlhabende Bürgertum zu Hause, in der Stadt und auf dem Land zeigen, mit Ziffern in jeder Ecke.

#### Zusammensetzung

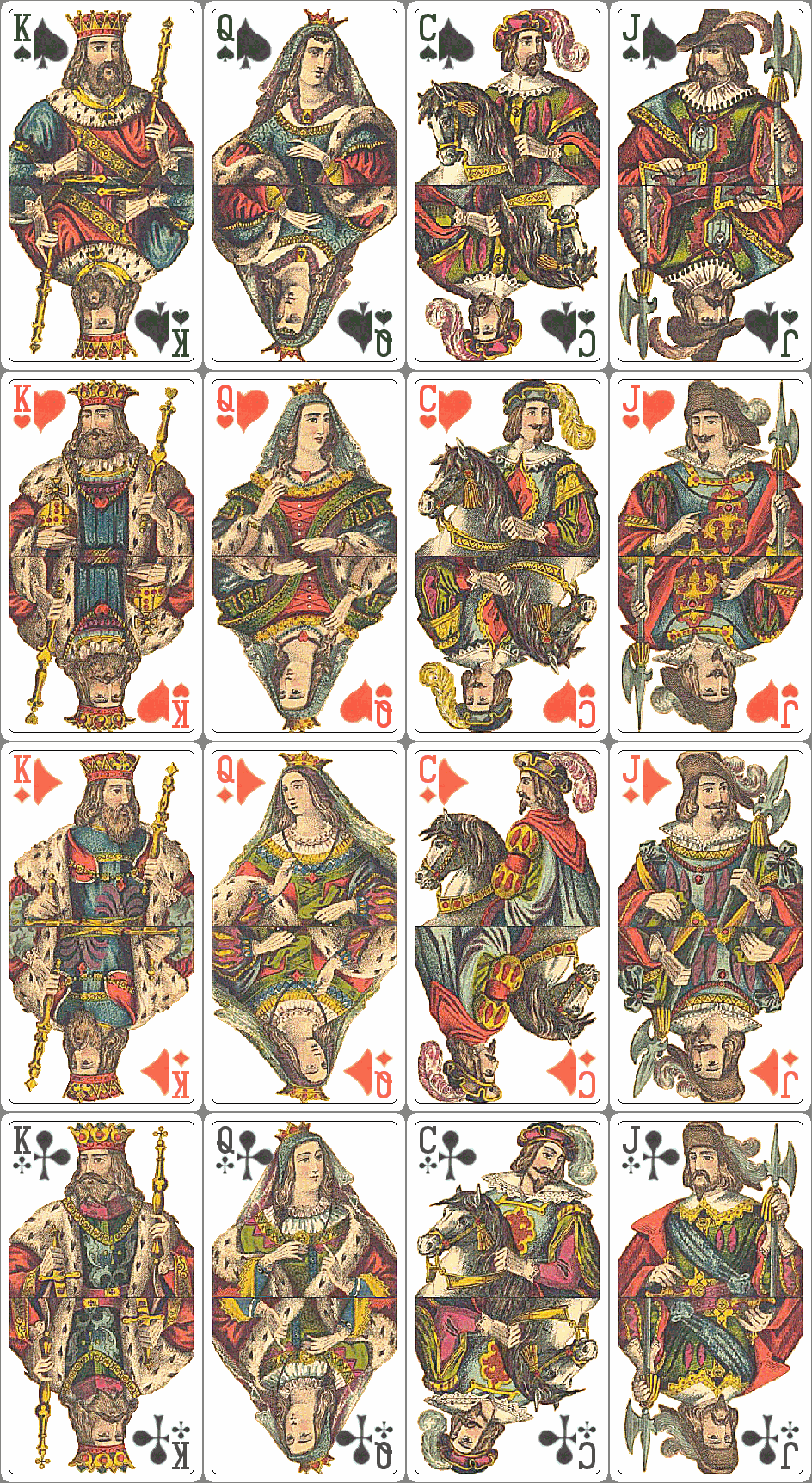
Tarot Nouveau Bildkarten mit englischen Indizes

Das Tarot Nouveau von Fournier besteht, wie die meisten (aber nicht alle) Tarocke, aus 78 Blättern, von denen 56 die traditionellen französischen Farben, mit 14 Karten pro Farbe, haben. Zehn Zahlenkarten mit den Werten 1 bis 10 (das Ass trägt die Zahl 1 anstelle des bekannten „A“ und hat normalerweise den niedrigsten Wert) und vier Bildkarten: Bube (franz.: valet; engl.: Jack), Reiter (franz.: chevalier; engl.: cavalier), Dame (franz.: dame; engl.: queen) und König (franz.: roi; engl.: king). Die anderen 22 sind die 21 atouts oder Trümpfe und ein Narr (franz.: fou). Das Deck unterscheidet sich somit hauptsächlich vom Standard-52-Karten-Deck durch die Existenz der separaten Trumpffarbe und das Hinzufügen des Reiters als Bildkarte. Ohne diese Karten ist das Deck für Spielzwecke identisch mit einem 52-Karten-Deck. Die Bildkarten verwenden nicht das Pariser Bild (franz.: portrait officiel), sondern haben ihre eigenen, einzigartigen Illustrationen. Der Narr ähnelt zwar in Aussehen und Funktion der Jokerkarte eines Pokerspiels, hat aber einen anderen Ursprung (weitere Informationen finden Sie unter Joker).

#### Trümpfe
Die 21 Trümpfe eines Tarot Nouveaus haben jeweils zwei Szenen, die den grafischen Teil der Karte einnehmen, und zwar in etwa umkehrbarer Anordnung (eine Szene steht immer aufrecht). Im Gegensatz zu den Bildkarten, die eine ähnliche umkehrbare Gestaltung aufweisen, sind die meisten Szenen der Karten jedoch nicht rotationssymmetrisch. Auf jeder Karte zeigt eine Szene eine „städtische“ Darstellung eines bestimmten Merkmals oder einer bestimmten Idee (siehe unten), während die andere Seite eine eher „ländliche“ Interpretation zeigt. Diese Themen wurden anstelle der historischen und symbolischen Darstellungen, wie sie im Tarot de Marseille verwendet wurden, zur Darstellung der Tarocken in Unicode 7.0 gewählt. Die dargestellten Szenen sind unten tabellarisch aufgeführt, zusammen mit einer Interpretation der Jahreszeiten und Themen, die vom französischen Tarockklub von Orphin dargestellt werden:
| Allgemeines Thema     | Kartennummer | Unicode-Zeichen | Kartenthema    | Städtische Darstellung                        | Ländliche Darstellung                 |
| --------------------- | ------------ | --------------- | -------------- | --------------------------------------------- | ------------------------------------- |
| Die vier Lebensalter  | 2            | 🃢               | Kindheit       | Kinder spielen im Park                        | Jungen spielen auf dem Fest           |
| Die vier Lebensalter  | 3            | 🃣               | Jugend         | Gruppe von Jugendlichen im Park               | Drei Mädchen in Stadtkleidung         |
| Die vier Lebensalter  | 4            | 🃤               | Reife          | Im Büro                                       | Frauen mit Kindern                    |
| Die vier Lebensalter  | 5            | 🃥               | Alter          | Großvater                                     | Großmutter                            |
| Die vier Tageszeiten  | 6            | 🃦               | Morgen         | Frühstück                                     | Weizen mähen                          |
| Die vier Tageszeiten  | 7            | 🃧               | Nachmittag     | Diskussion in der Stube                       | Rast auf dem Feld                     |
| Die vier Tageszeiten  | 8            | 🃨               | Abend          | Musikzimmer                                   | Die Familie wiedervereint vor der Tür |
| Die vier Tageszeiten  | 9            | 🃩               | Nacht          | Heimkehr nach der Jagd                        | Die Nachtwache                        |
| Die vier Elemente     | 10           | 🃪               | Erde           |                                               | Die Mine                              |
| Die vier Elemente     | 10           | 🃪               | Luft           |                                               | Hirte in den Bergen                   |
| Die vier Elemente     | 11           | 🃫               | Wasser         |                                               | Bootfahren auf dem See                |
| Die vier Elemente     | 11           | 🃫               | Feuer          |                                               | Das Picknick                          |
| Die vier Freizeiten   | 12           | 🃬               | Tanz           | Soirée                                        | Volkstanz                             |
| Die vier Freizeiten   | 13           | 🃭               | Einkaufen      | Der Laden                                     | Der Dorfladen                         |
| Die vier Freizeiten   | 14           | 🃮               | Im Freien      | Jagen                                         | Angeln                                |
| Die vier Freizeiten   | 15           | 🃯               | Bildende Kunst | Fotografie                                    | Malerei                               |
| Die vier Jahreszeiten | 16           | 🃰               | Frühling       | Gärtner im Park                               | Schafschur                            |
| Die vier Jahreszeiten | 17           | 🃱               | Sommer         | Auf den Pferderennen                          | Weizen trocknen                       |
| Die vier Jahreszeiten | 18           | 🃲               | Herbst         | Auf dem Markt                                 | Weizen dreschen                       |
| Die vier Jahreszeiten | 19           | 🃳               | Winter         | Schlittschuhlaufen                            | Die Mahnwache                         |
| Das Spiel             | 20           | 🃴               | Das Spiel      | Karten                                        | Bowling                               |
| Torheit               | 21           | 🃵               | Kollektiv      | Der Karneval                                  | Die Militärparade                     |
| Torheit               | 1            | 🃡               | Individuum     | Der traurige Clown Der Narr und die Ballerina |                                       |

## Schwarzwälder Cego

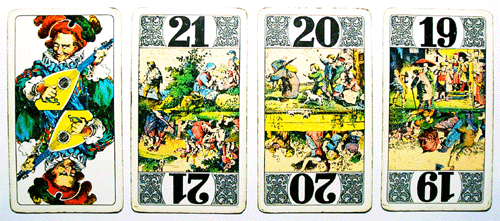
Die höchstwertige Trümpfe

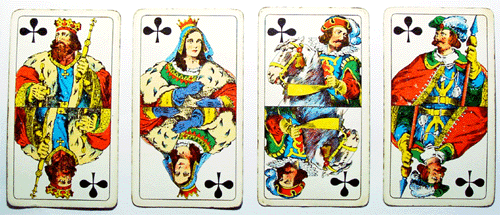
Die Bildkarten

Die zweite verwendete Kartenart wurde von F.X. Schmid hergestellt. Sie stammt aus dem 19. Jahrhundert und orientiert sich stärker am Enzyklopädischen Tarot von C.L. Wüst. Ursprünglich bestand sie möglicherweise aus 78 Karten und wurde für Spiele wie Grosstarock verwendet, in jüngerer Zeit wurde sie jedoch nur noch in einer verkürzten (54 Blatt) Form für das Spiel Cego hergestellt. Cego ist das Nationalspiel von Baden und wird mit zwei verschiedenen Kartenmustern gespielt: diesem und einem Tiertarock, dass als Adler Cego bekannt ist. Diese Variante des Bourgeois Tarots zeigt auf seinen Trumpfkarten Szenen aus dem ländlichen und städtischen Leben nach Holzschnitten von Ludwig Richter. Dasselbe Spiel wurde von 1955 bis 1974 von Bielefelder Spielkarten hergestellt und das Bild wurde auch von A.S.S. hergestellt. In den 1970er Jahren war dies das am häufigsten verwendete Muster zum Spielen von Cego, aber ASS hat die Mainstream-Produktion eingestellt und 2022 war ihr Spiel nur noch bei wenigen Verkaufsstellen erhältlich, z. B. Fahnen Staeb und die Fürstenberg Brauerei.
Es ist nicht mit dem „Schwarzwald-Cego“, ein 2023 Tarock-Entwurf von Fox Schwörer, der mit schwarzwälden Tiere und Trachtenleute auf den Trümpfkarten geprägt ist, zu verwechseln.

### Zusammensetzung
Dieses Kartenspiel enthält die 54 Karten, die für das Cegospiel benötigt werden, aber auch für Dreierles und Dappen. Es gibt 32 Karten des französischen Blatts mit je 8 Karten pro Farbe. Es gibt vier Bildkarten wie im französischen Bourgeois Tarot, aber nur vier Zahlenkarten pro Farbe. In den schwarzen Farben sind dies die 10, 9, 8 und 7 in ihrer normalen Rangfolge (10 hoch); in den roten Farben sind es das Ass, die 2, 3 und 4 in umgekehrter Rangfolge (Ass hoch). Keine der Karten trägt eine Indexnummer. Der Narr, Gstieß oder Stieß genannt, stellt einen Spielmann oder Minstrel dar und die anderen 21 Trümpfe (die wie der Narr als „Trucks“ oder „Drucks“ bekannt sind) zeigen alltägliche ländliche und häusliche Szenen.